# Jeetze (Altmark)
Jeetze (Altmark) este o comună din landul Saxonia-Anhalt, Germania.